# Y矮星
Y矮星是具有Y型光譜的天體。要麼是棕矮星或自由漂浮的行星質量天體。它們的溫度比T矮星更低，大約在500 K（227°C；440°F）左右。與巨行星木星比較，Y矮星的光譜與木星相似。

## 早期理論和發現

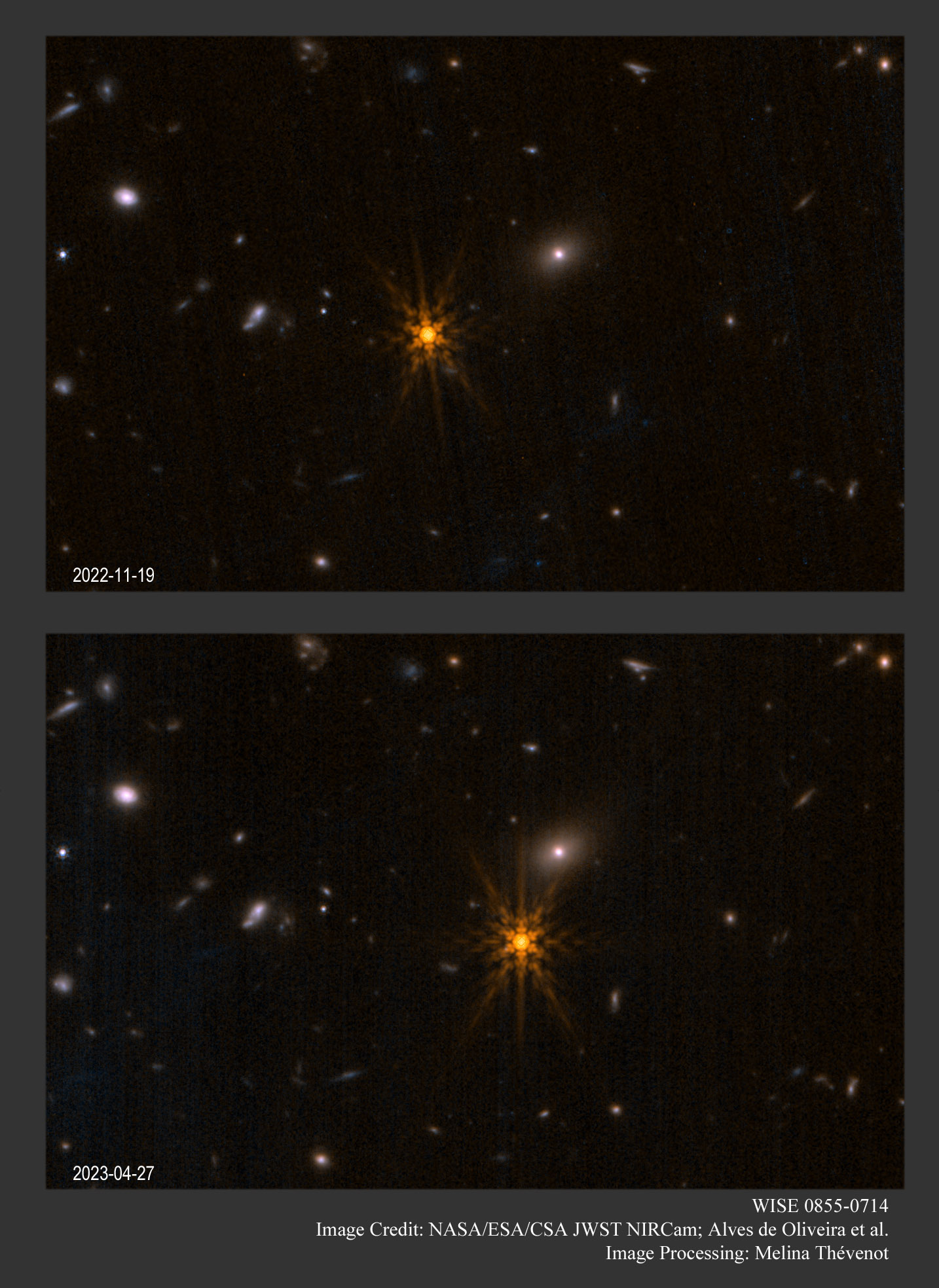
詹姆斯·韋伯太空望遠鏡 的圖像，顯示了最冷的Y矮星WISE 0855-0714的運動。

在L矮星和T矮星中提到字母Y可用於額外的光譜類別。在2000年代初期，已經有理論認為在 T矮星之外應該存在溫度更低的天體，並且這些天體將彌合T矮星與太陽系的巨行星之間的空隙。比T矮星冷的天體主要會發射紅外線作為熱輻射，因此使用紅外望遠鏡進行觀測和發現，例如WISE， Spitzer和JWST是意料之中的。對這種寒冷物體的建模預測了鈉（Na D）和鉀（K I）特徵在500 K左右消失，而水雲在400-500 K左右出現。預測氨雲存在於160 K左右以下。。這些雲的形成在薩達斯基氣態巨行星分類法中得到了早期的理論化。
在2010年和2011年提出了一些候選者之後，用WISE發現了更大的Y矮星樣本，並使用UGPS 0722-05做為T9的標準和 WISE 1738+2732做為Y0的標準。一個重大發現是發現了 WISE J0855−0714，它仍然是發現的最冷、最接近的Y矮星。它的溫度為285 K（12 °C；53 °F），具有最新的 Y4光譜型。

## Y型光譜

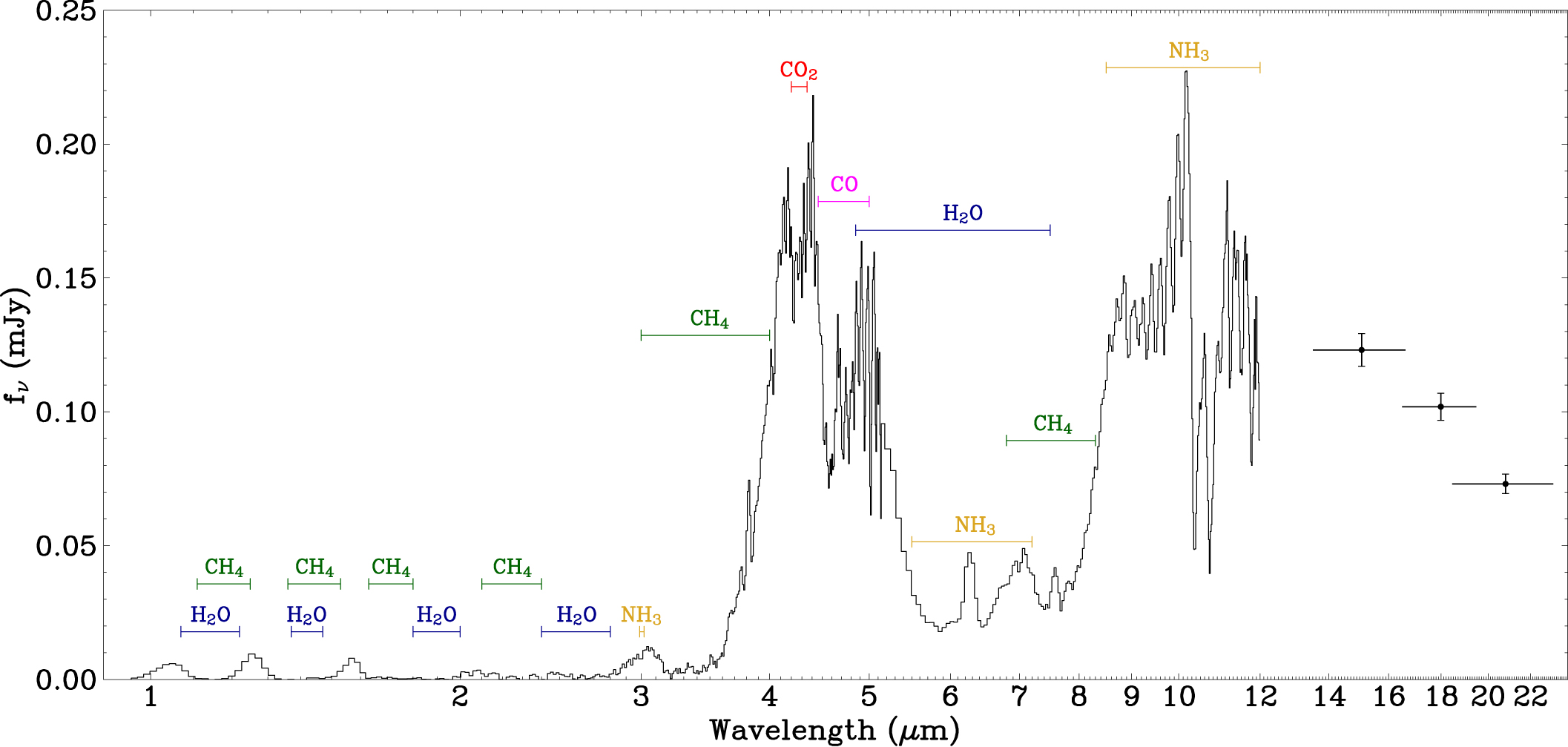
WISE 0359−5401的JWST光譜，顯示不同的分子吸收帶。

Y矮星的特徵是其深甲烷（CH4）和水蒸氣 （H2O）波段，以及較窄的J波段峰值的峰值。 如果光譜類型晚於T8，則J波段峰值會變得更窄。早期觀測還顯示了近紅外光譜中存在氨（NH3）的證據。使用JWST的現代觀測檢測到Y矮星大氣中的 CH4、H2O、NH3、一氧化碳（CO）和 二氧化碳（CO2）。儘管預測存在磷化氫（PH3），但卻從大氣中消失。JWST的觀測表明，模型低估了CO2的豐度，而高估了晚期T和Y矮星的 PH3。對缺乏PH3的解釋是，對磷化學的理解不完整或大氣的不同混合，它凝結成磷酸二氫銨（NH4H2PO4）的雲。通過更好地瞭解 CO2化學成分與CO的化學關係。 CH4、H2O和NH3吸收特性隨著溫度的降低而加深。5 μm峰沒有顯示出這種相關性，而是顯示出很大的多樣性。該區域受多種分子的影響，包括CO和CO2，這些分子在不同來源之間的差異很大。這種變化的原因可能是由於不同的表面重力或由於金屬量的差異。注意到CO2從T矮星到Y矮星略有下降，但CO沒有。硫化氫 （H2S）用於提高T矮星和Y矮星的光譜擬合。目前被檢測到 H2S的Y矮星只有WISE 1828+26和WISE 0359−5401。

### 較冷的低層大氣
通常棕矮星具有絕熱形式的壓力–溫度（P–T）剖面，這意味著壓力和溫度隨深度的增加而增加。JWST的光譜學和光度測定表明Y矮星具有非標準絕熱形式的P-T剖面。這意味著大氣的上層溫度較高，而大氣的下層溫度較低。這可以通過這些孤立天體的快速旋轉來解釋。 快速旋轉導致動力學、熱和化學變化，從而破壞了熱量從低層大氣到高層大氣的對流傳輸。這種不同的P-T分佈會影響光譜的形狀，並影響Y矮星大氣中含碳和含氮分子的組成。

### 雲和可變性
自2000年代初以來，Y矮星就存在著水雲的理論。然而，Y矮星也可能有由其它凝聚物組成的雲，如硫化物、氯化鉀（KCl）和可能的磷酸二氫銨（NH4H2PO4）。這些雲將存在於較冷的 Y 矮星的任何水雲下方。一些Y矮星可能太熱而無法形成水雲，但可能還有其它可觀測的雲。第一顆發現的Y矮星變星是WISE 1405+5534（Y0），它的變率是用一個亮點建模的。另一顆Y矮星變星是WISE 1738+2732（Y0）及其變化可以用KCl和硫化鈉 （Na2S）雲分解成斑駁的雲層來解釋。 WISE 0855−0714（Y4）被懷疑有水冰雲，這應該會產生較大的振幅變化。它確實顯示出4-5%的相對較小的變化，這可能意味著兩個半球都有相似的雲層覆蓋。

### 奇特的Y矮星

通過甲烷排放檢測到CWISEP J1935-1546中的極光。

目前，只有後綴pec代表「奇特（peculiar）」或「不尋常（unusual）」，存在於Y矮星中。任何光譜特性都以這種方式表示，例如WISE 1639−6847（Y0pec）的Y波段峰值和 Y-J顏色，與其它Y矮星不同。在某些情況下，這種特性可以用非太陽的金屬量或不尋常的表面重力來解釋。一個例子是CWISE J1055+5443，為此，研究人員發現低重力模型更適合光譜，這可能是由於年齡較小。JWST觀測發現了兩顆Y矮星，具有含碳分子的不尋常光譜特徵。CWISEP J1047+54顯示異常強的CO和CO2，並且可能較弱的CH4。在WISE J1206+8401中發現了類似的強CO和CO2吸收特徵。另一方面，WISE J0535−75顯示沒有可辨別的CO2和幾乎無法檢測到的CO，但與具有相似溫度的Y矮星相比，它也顯示出更強的NH3吸收。JWST另一個值得注意的發現是CWISEP J1935-1546光譜中甲烷的排放，這可以用極光的存在來解釋。最早被懷疑的Y型次矮星之一是WISEA J1534−1043，它顯示出不尋常的藍色。然而，需要光譜觀測來證實這一假設。

## 系外行星和伴星
Y矮星的質量估計在3-29MJ之間，但更常見的是低於21 MJ。這使它們類似於大質量系外行星。
只有一顆已確認的Y矮星與一顆稱為WD 0806−661 B的白矮星共同移動。儘管質量與行星相同，但羅德裡格斯（英語：Rodriguez）等人認為它不太可能以與行星相同的方式形成。此外，還有圍繞著一顆主序星運行的T/Y伴侶，羅斯19B。存在一小部分溫度低於500 K的系外行星樣本（候選者），將來可以通過光譜學證實為Y矮星。這些系外行星是 印地安座εAb（275 K）、WD 1202–232b、WD 2105–82b（均為低溫）、GALEX J071816.4+373139b（400 K）和WD 0310–688b（248+84
−61 K）。

## 聯星
在發現Y矮星的早期，由晚期T矮星主星和Y矮星伴星組成的CFBDS J1458+10是發現的第二對聯星。其它此類聯星包括WISEPC J1217+1626和WISE J0146+4234。第一對Y+Y聯星是JWST在2023年發現的WISE J0336−0143。

## 個別發現
Y矮星發現時程表：
- 2010年4月：兩顆新發現的超冷次棕矮星（UGPS 0722-05和SDWFS 1433+35）被提出作為光譜類別Y0的原型[7]。

- 2011年2月：盧曼等人報導了WD 0806−661 B的發現，這是一顆與附近白矮星相伴的棕矮星，溫度為c.300 K（27 °C；80 °F），質量為7 MJ[29]。

- 2011年2月：不久之後，劉等人發表了一篇關於一顆「非常冷」（c.370 K（97 °C；206 °F））的棕矮星圍繞另一顆質量非常低的棕矮星運行的報導，並指出：「鑒於其低光度、非典型顏色和低溫，CFBDS J1458+10B是假設的Y光譜類的有希望的候選者[9]。」

- 2011年8月：科學家利用美國國家航空暨太空總署（NASA）的廣角紅外巡天探測器（WISE）的數據發現了六顆溫度低至25 °C（298 K；77 °F）天體，他們將其歸類為Y矮星[38][39]。這些發表在兩篇論文中[1][2]。

- 2012年7月：發現了7顆新的Y矮星，使確認的Y矮星總數達到14顆[40][41]。其中一顆名為WISE 1828+2650的Y矮星，截至2011年8月，是最冷棕矮星的記錄保持者——它根本不發射可見光，這種天體更像是一顆自由漂浮的行星，而不是一顆恆星。 最初估計WISE 1828+2650的大氣溫度低於300 K（27 °C；80 °F）[42]。之後，它的溫度被修正了，新的估計將其範圍定在250至400 K（−23至127 °C；−10至260 °F）[43]。

- 2012年11月：發現WISE J1639−6847。截至2024年2月，它是已知距離地球第二近的Y矮星。[44]

- 2014年4月：WISE 0855−0714據估計，溫度分佈約為225至260 K（−48至−13 °C；−55至8 °F），質量為3至10 MJ[10]。這也是不尋常的，因為觀察到它的視差意味著與太陽系的距離接近至7.2 ± 0.7光年。

- 2014年5月：Y矮星WISE J2209+2711已經發表[45]。

- 2014年11月：天體WIEA J1141−3326被估計為Y矮星[46]，並在稍後得到了證實[47]。

- 2015年4月：發現T+Y矮星聯星WISE J0146+4234 AB [48]。

- 2015年5月：哈伯太空望遠鏡發現了三顆Y矮星，使確認的Y矮星總數達到21顆[49]。

- 2018年6月：WIEA J0302−5817被發表為Y矮星，WISEA J1141−3326被確認為Y矮星[47]。

- 2019年8月：對CatWISE星表的蒐索顯示CWISP J1935-1546，它是最冷的棕矮星之一，估計溫度為270至360 K（−3至87 °C；26至188 °F）[50]。2023年，宣佈CWISEP J1935-1546因極光而產生甲烷排放[51]。

- 2020年1月：2020年1月，最初由後院世界（英语：Backyard Worlds）項目的公眾科學家發現的WISE J0830+2837的發現在美國天文學會第235次會議上公佈。這顆Y矮星距離太陽系36.5光年，溫度約為350 K（77 °C；170 °F）[52]。

- 2020年2月：CatWISE目錄結合了美國國家航空暨太空總署的WISE和NEOWISE調查[53]。它擴大了微弱源的數量，因此被用來尋找最微弱的棕矮星，包括Y矮星。CatWISE研究人員發現了17顆Y矮星候選者。史匹哲太空望遠鏡的初始顏色表明，CW1446是最紅、最冷的Y矮星之一[54]。史匹哲的其它資料顯示，CW1446是第五紅的棕矮星，溫度約為310至360 K（37至87 °C；98至188 °F），距離約為10秒差距[55]。

- 2020年8月：通過後院世界項目發現了五顆Y矮星候選者[56]。

- 2021年4月：CatWISE和後院世界團隊在一篇合作論文中發表了新的Y矮星候選者[57]。

- 2021年8月：羅斯19B，後院世界團隊在T/Y邊界附近發現了一顆圍繞M矮星運行的古老天體[30]。

- 2023年4月：WISE J0336−0143被JWST確認為Y矮星聯星[58]。B次矮星可能是截至2023年12月確認的最冷的Y矮星之一，估計溫度為246至404 K（−27至131 °C；−17至268 °F）[59]。

- 2023年11月：CWISE J1055+5443，先前被歸類為T矮星的天體被確認為附近的Y矮星[60]。

- 2023年12月：發表三顆新的Y矮星候選者[59]。截至2024年2月，已確認的Y矮星總數為27顆，另有30顆Y矮星候選者。